# Florian Vetsch
Florian Vetsch – szwajcarski kierowca wyścigowy.

## Kariera
Vetsch rozpoczął karierę w wyścigach samochodowych w 1980 roku od startów w World Challenge for Endurance Drivers, gdzie jednak nie zdobywał punktów. W tym samym roku uplasował się na drugiej pozycji w klasie S 2.0 24-godzinnego wyścigu Le Mans.